# Stéphane Samson
Stéphane Samson (Bernay, 3 september 1975) is een voormalig  Franse voetballer (aanvaller). Gedurende zijn carrière speelde hij onder andere voor Le Havre AC en Le Mans.

## Carrière
- 1992-1995: Le Havre AC (jeugd en B-team)
- 1995-1999: Le Havre AC
- 1999-2002: Le Mans
- 2002-2005: Clermont Foot
- 2005-2008: SM Caen
- 2008-2009: Stade Reims